# 고정형 장거리 레이더 개발 사업

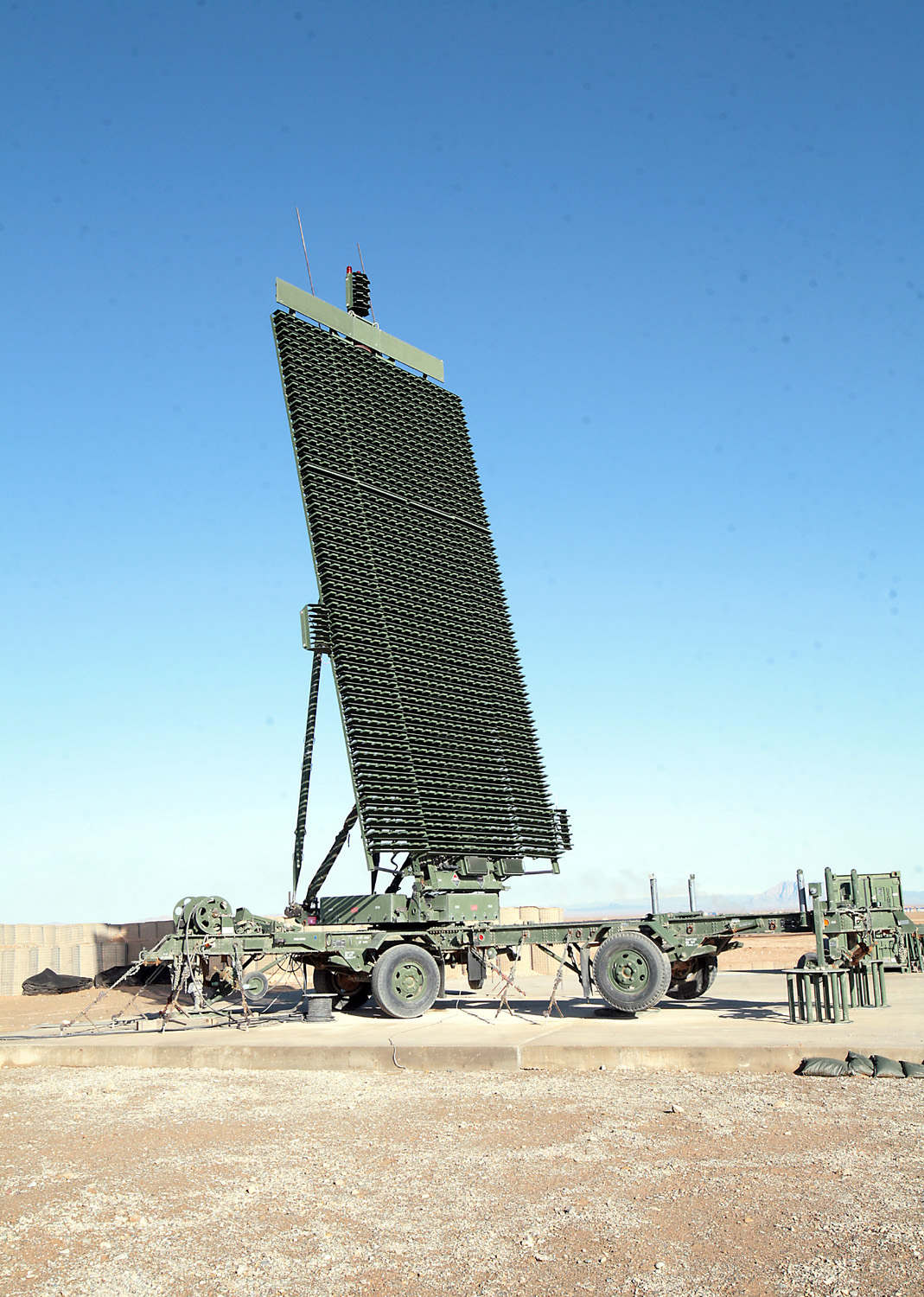
미국 AN/TPS-59 레이다. 중국이 베껴서 YLC-4 레이다를 만들었다.

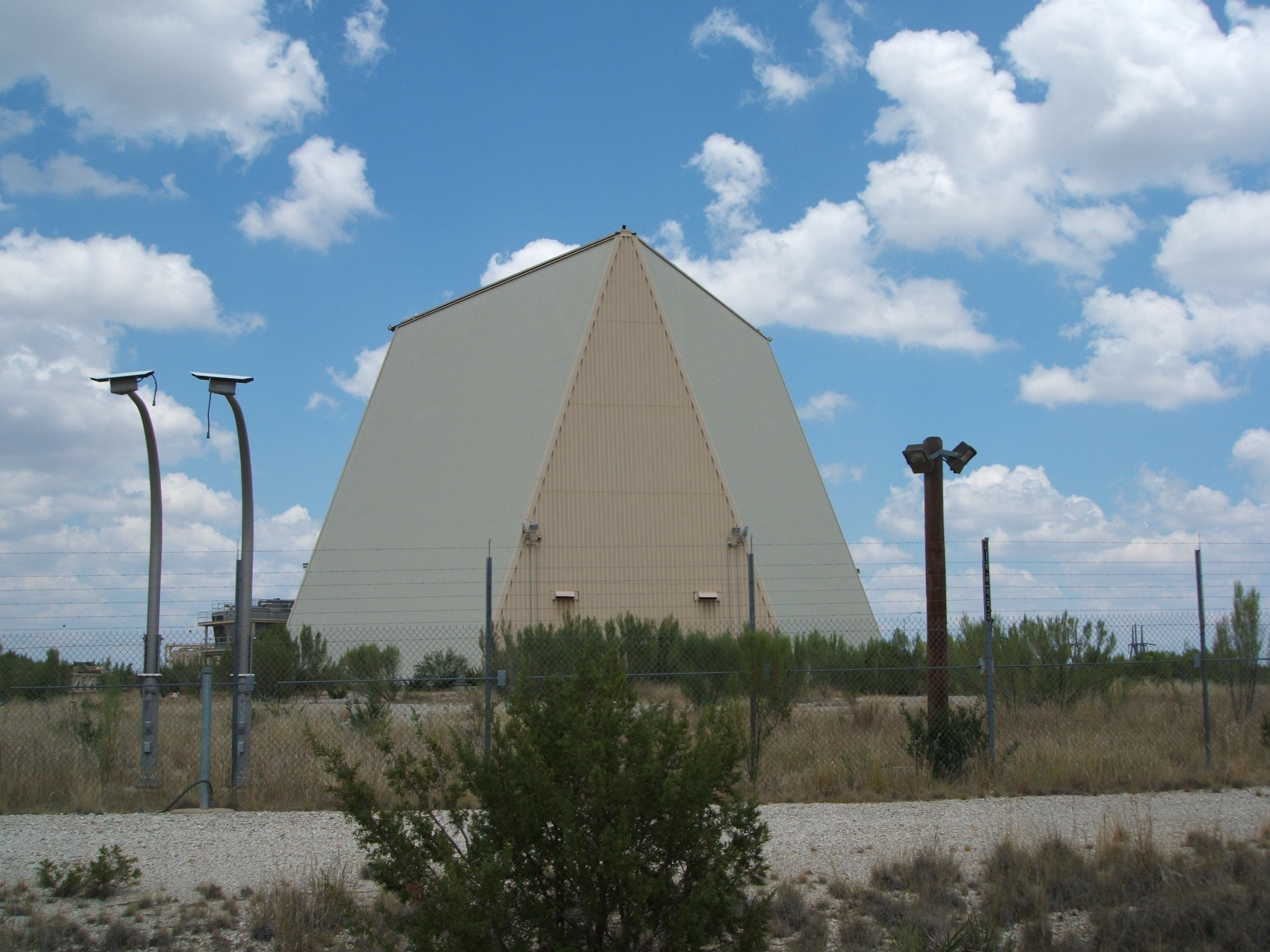
2013년 대만이 1.5조원으로 설치한 AN/FPS-115 페이브 포 미사일탐지추적레이더

고정형 장거리 레이더 개발 사업은 대한민국이 장거리 레이더를 국산화 하려는 사업이다.

## 역사
2011년 LIG넥스원이 개발을 시작, 1년만에 개발에 성공했다.
2012년 5월 1일, LIG넥스원이 '전술대공감시레이더' 설계를 마치고 실제 시제품 제작 단계에 들어갔다고 밝혔다.
탐지거리 400 km 3차원 위상배열 레이더를 개발했다.
서너 대만 설치하면 한반도 상공에 접근하는 모든 비행기는 물론이고 북한의 ‘대포동 2호’ 같은 장거리 미사일도 발사하는 순간 알아낼 수 있다.
탐지범위 300 km를 넘는 전술레이더는 사용하는 전파의 파장이 단·중거리 레이더에 비해 훨씬 길다. 파장이 긴 만큼 정확도가 떨어져 레이더에 나타난 물체를 식별하기 어렵다는 단점이 있다. 이런 문제 때문에 현재 육상용 장거리 전술레이더를 제작, 판매하는 기업은 전 세계에서도 미국의 록히드 마틴, 이탈리아의 셀렉스, 스페인의 인드라 등 3개사뿐이다. 전민현 LIG넥스원 ISR연구센터 팀장은 "복잡한 주파수 파장을 분석하기 위해 소프트웨어 기술을 이용해 정밀성을 높이는 작업이 가장 까다로웠는데 이를 극복했다"고 말했다. 외국산은 대당 200억원이다.
LIG넥스원은 이번에 개발한 전술레이더 제작 기술을 응용해 대륙간탄도미사일(ICBM) 같은 최장거리 미사일을 추적, 요격할 수 있는 미사일탐지추적레이더 기술도 추가로 연구할 계획이다.
한국은 일본으로부터 독도를 방어하기 위한 목적으로, 2002년 울릉도의 공군 레이다 기지에 AN/FPS-117 E1 레이다를 도입, 운영중이다. 독도 방어 훈련에서도 사용되고 있다. 오산공군기지에는 AN/TPS-59이 설치되어 있다. 이들을 국산화하는 사업이다. FPS는 Fixed, TPS는 Transportable인데 한국이 개발하는 것은 고정형이다.
2014년 운용시험평가에서 일부 항목이 기준치에 미달해 '전투용 부적합' 판정을 받았다.
2016년에는 감사원 감사에서 시험평가 조작 의혹 등 문제가 발견돼 2017년 9월 사업 중단 결정이 내려졌다.
2017년 12월 국방부는 "시험평가 결과 중복 결함 발생 및 개발업체의 계약 위반 행위가 식별됐다"며 사업을 중단했다. 시제품이 생산 완료된 LIG넥스원의 레이더를 체계개발(대량생산) 하려고 시험평가를 했었다.
2018년 10월 18일, 국회 국방위원회 자유한국당 이종명 의원에 따르면 군이 올해 상반기 교체대상 고정형 장거리 레이더 기지를 점검한 결과 레이더의 노후화로 작전중단시간이 해마다 늘어나고 있다. 2015년에는 6시간에 불과했지만 2016년에는 54시간, 지난해에는 213시간으로 늘어났다. 올해 9월까지만 228시간이나 작전이 중단됐다. 대한민국 공군이 보유하고 있는 고정형 장거리 레이더 8대 중 5대는 1987년 도입돼 수명연한(20년)을 11년이나 넘겼다.
2019년 5월 24일, 방위사업청은 정경두 국방부 장관이 주재하는 제121회 방위사업추진위원회(방추위) 회의를 열고 '장거리레이더 사업추진기본전략안'을 심의·의결했다. 이 사업은 그동안 해외에서 구매해온 장거리레이더를 국내에서 연구, 개발하는 것으로 총사업비 2500억원이 투입된다. 2024년까지 체계개발을 완료, 2025~2029년까지 연도별로 양산할 계획이다.

## 같이 보기
- AN/FPS-117
- AN/TPS-59
- YLC-4 레이다